# Huis met een kruis
Het huis met een kruis is een tekenspel en raadsel. Het doel is om een huis te tekenen met één pennenstreek waarbij een lijn niet tweemaal getrokken mag worden. Er bestaat ook een versie waarbij naast het huis met een kruis een garage wordt getekend met een vlag op het dak.

Een van de mogelijkheden om een huis met een kruis te tekenen.
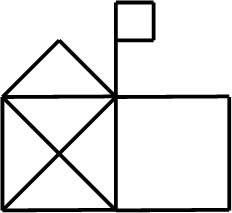
Een huis met een kruis met daarnaast een garage en een vlag op het dak.

## Wiskundige verwijzing
Wiskundig gezien is het huis met een kruis een probleem uit de grafentheorie. Het is een graaf die wel een Eulerpad maar geen Eulercykel heeft, aangezien er twee punten zijn (in de afbeelding hiernaast de knopen 1 en 2) die een graad van 3 hebben. Om een huis met een kruis te tekenen met slechts 1 pennenstreek is het alleen mogelijk om in punt 1 of punt 2 te beginnen, waarbij dan geëindigd wordt in het andere punt.